# Louis-Benoît Picard
Louis-Benoît Picard (Parigi, 29 luglio 1769 – Parigi, 31 dicembre 1828) è stato un drammaturgo francese.

## Biografia
Esordì come attore al teatro Mareux e al teatro Feydeau. Abbandonò le scene nel 1807 e assunse l'incarico di direttore del Théâtre de l'Odéon, quindi dell'Opera e infine, dal 1816 fino al 1821, riprese la direzione dell'Odéon. Scrisse innumerevoli commedie di successo. Dopo la commedia d'esordio Le badinage dangereux (Lo scherzo pericoloso) del 1789, arrivò al successo nel 1792, con Les visitandines, una commedia carica di accenti politici e rivoluzionari. Ha pubblicato anche 25 volumi di romanzi, ma di mediocri qualità narrative.
Tra le altre sue commedie, La piccola città (1801), che è considerata il suo capolavoro, Un gioco della sorte o le marionette (1806) e La casa in lotteria (1817). La sua commedia Encore des Ménechmes (1791) fu tradotta in tedesco da Friedrich Schiller con il titolo Der Neffe als Onkel.